# Adaptations des œuvres de Victor Hugo

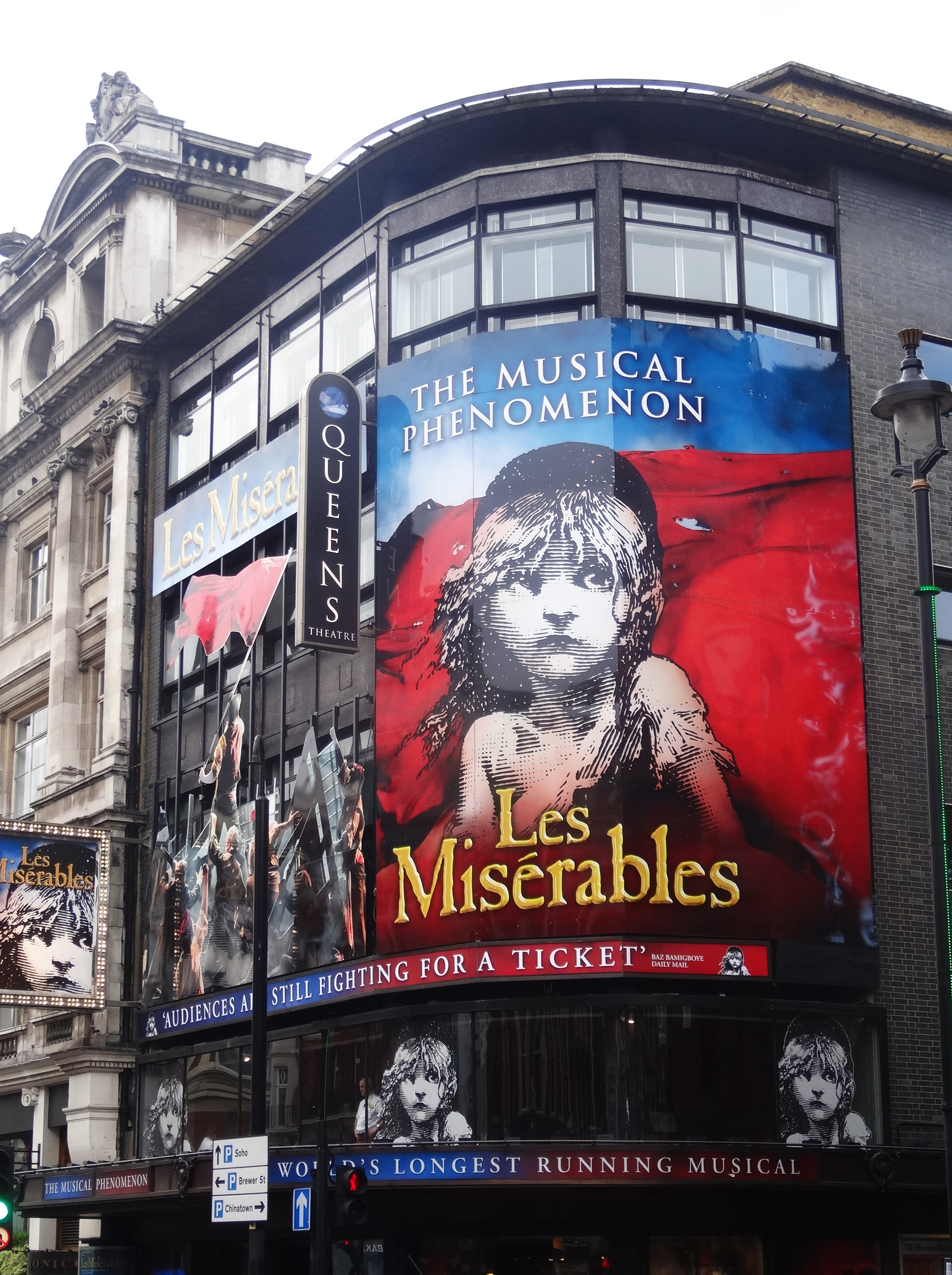
Affiche de la comédie musicale Les Misérables au Queen's Theatre à Londres.

Les adaptations des œuvres de Victor Hugo sont des œuvres cinématographiques, musicales, audiovisuelles, scénographiques, littéraires ou graphiques adaptées ou inspirées des romans, pièces de théâtre et poèmes écrits par Victor Hugo, homme de lettres français.

## Cinéma et télévision

### Les Misérables
Cinéma

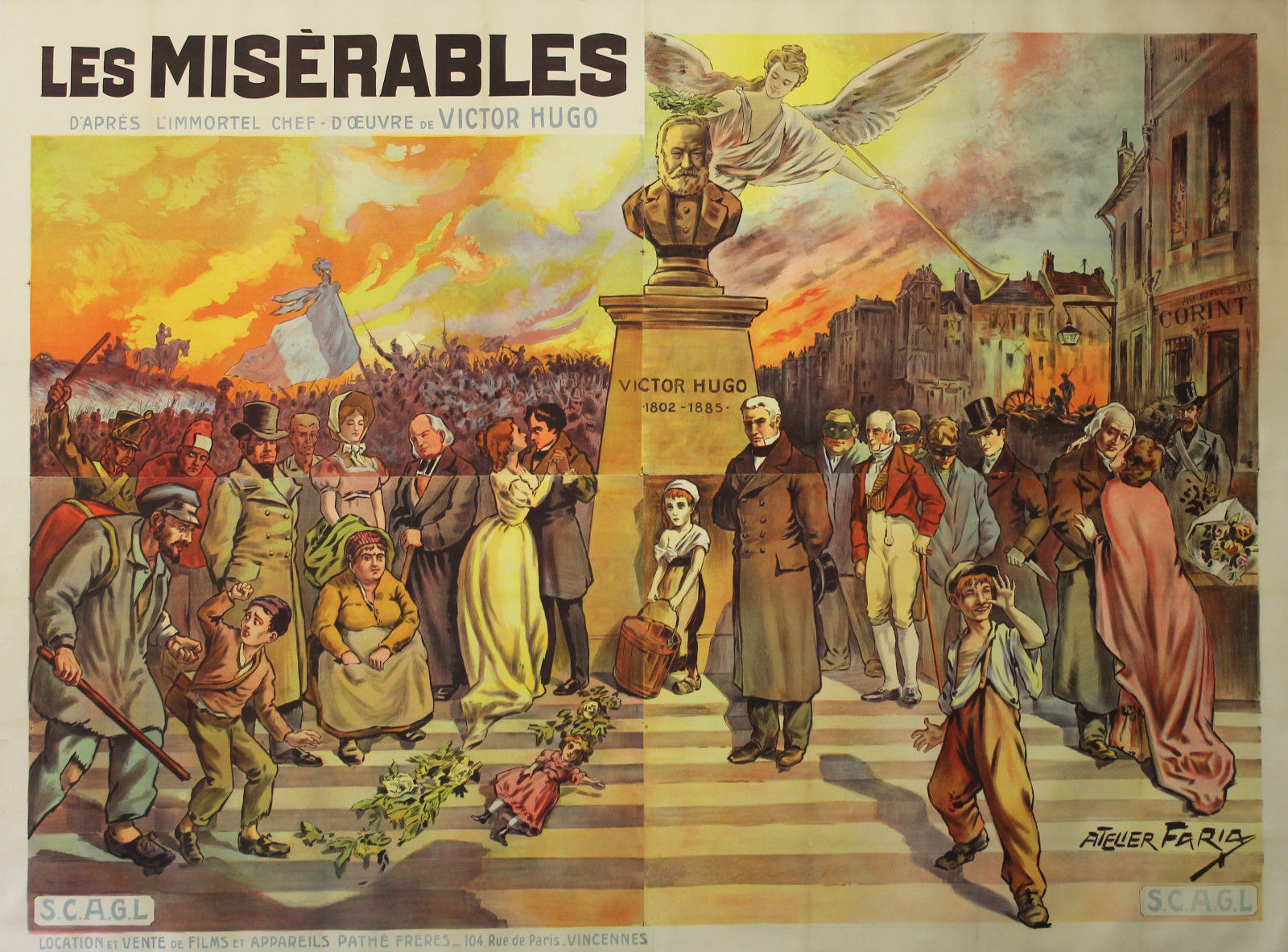
Affiche du film Les Misérables (1913)

- Le Chemineau (1905, muet français)
- L'Enfant sur la barricade (1906, muet français)
- Les Misérables (1909, muet américain)
- Les Misérables (1913, muet français)
- Les Misérables (1917, muet américain)
- Les Misérables (1925, muet français)
- Les Misérables (1934, français)
- Les Misérables (1935, américain)
- La Légende du géant (1938, japonais)
- Les Misérables (1948, italien)
- Les Misérables (1952, américain)
- Les Misérables (1958, franco-italo-est-allemand)
- Les Misérables (1982, français)

- Les Misérables (1995, français)

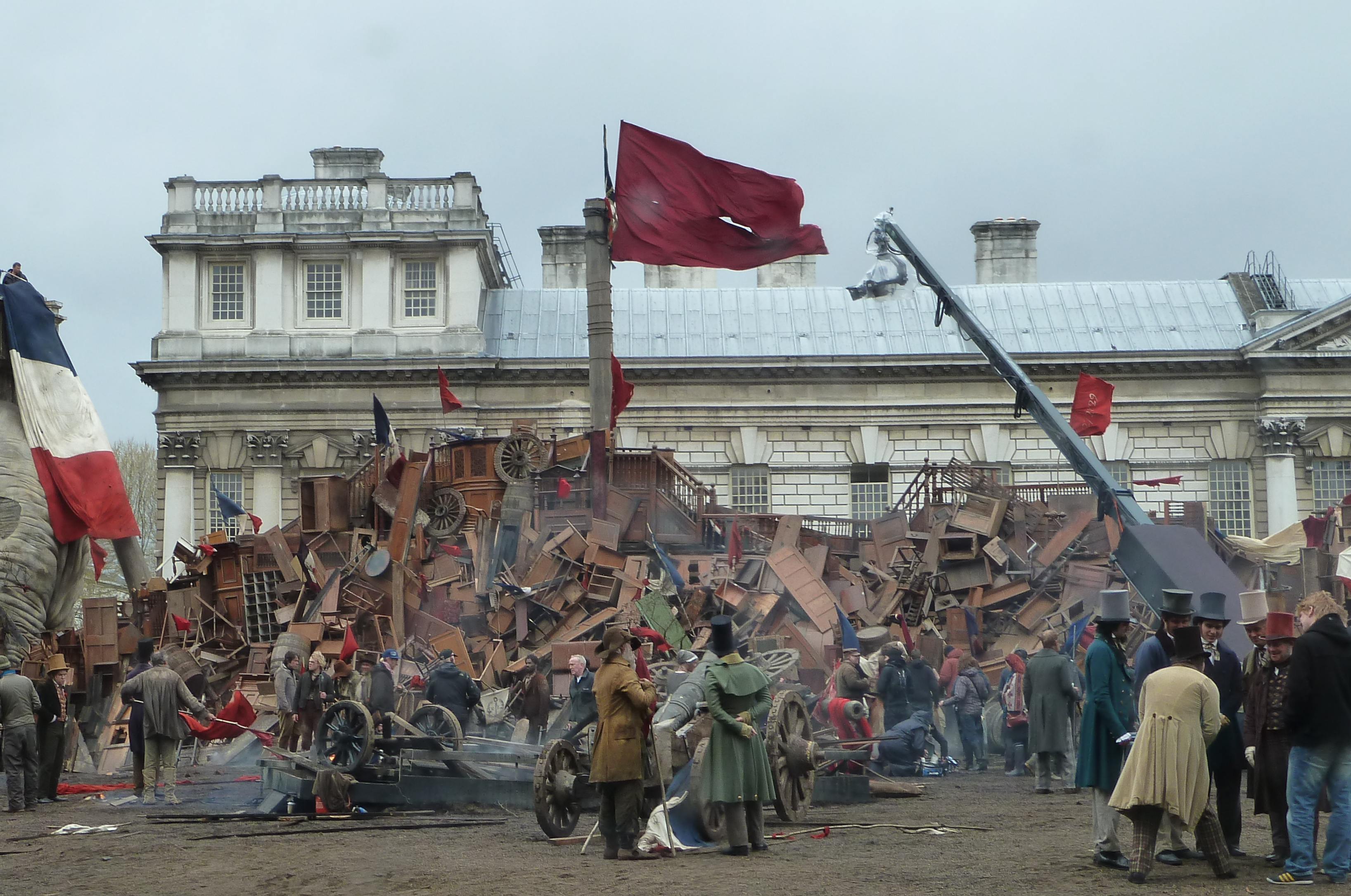
Scène de tournage du film Les Misérables (2012)

- Les Misérables (1998, anglo-germano-américain)
- Les Misérables (2012, anglo-américain)

Télévision
- Les Misérables (1972, mini-série française)
- Les Misérables (1978, téléfilm américain)
- Les Misérables (2000, mini-série française)
- Los miserables (2014, telenovela américano-mexicaine)

Séries d'animation
- Les Misérables (1992, série télévisée d'animation française)
- Les Misérables: Shoujo Cosette (2007, anime japonais)

### Notre-Dame de Paris
Cinéma

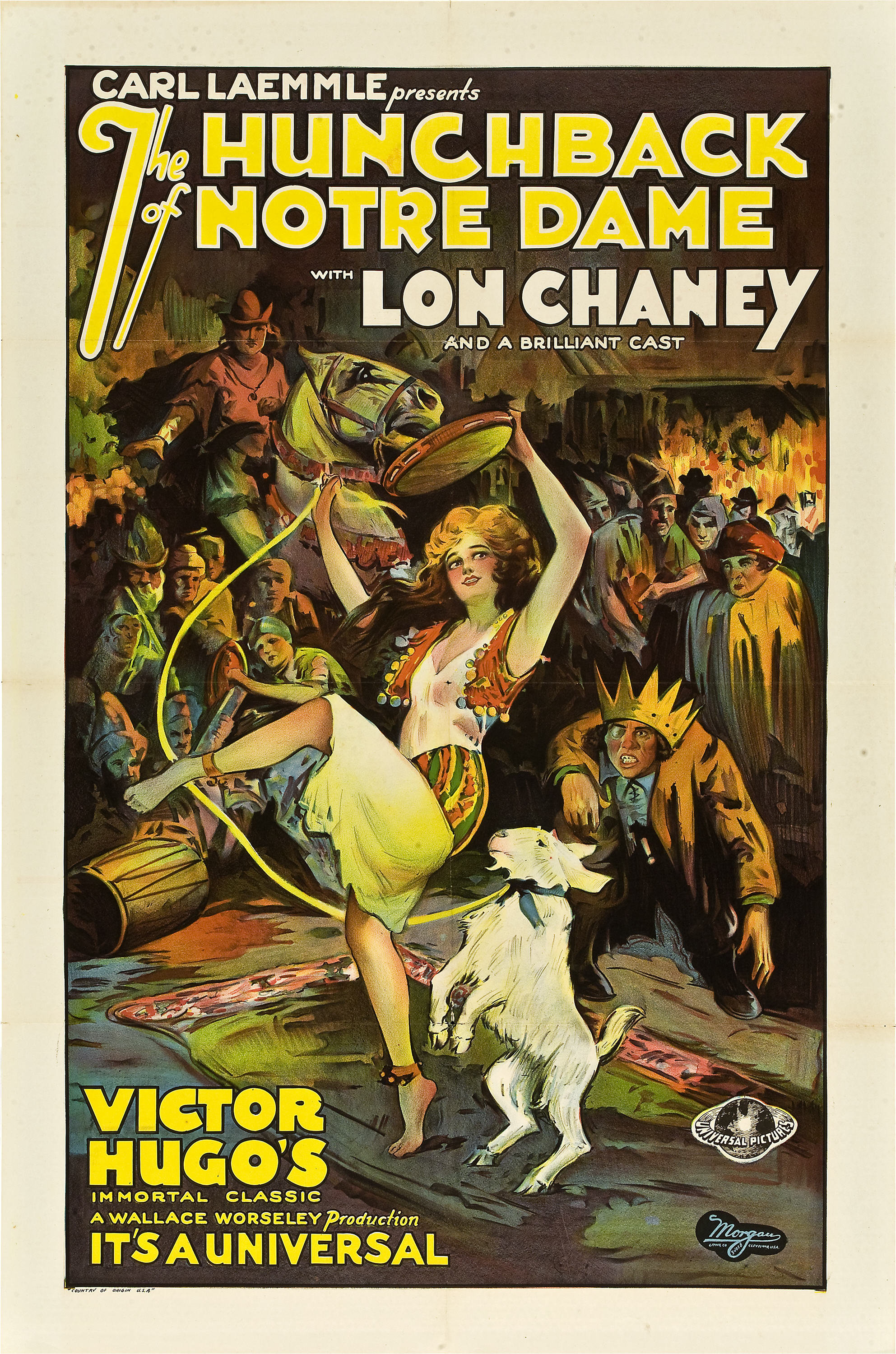
Affiche du film américain Notre-Dame de Paris (1923)

- La Esmeralda (1905, muet français)
- Notre-Dame de Paris (1911, muet français)
- Notre-Dame de Paris (1923, muet américain)
- Quasimodo (1939, américain)
- Notre-Dame de Paris (1956, franco-italien)
- Quasimodo Notre-Dame de Paris (1997, américain)
- Quasimodo d'El Paris (1999, français)

Films d'animation
- Le Bossu de Notre-Dame (1996)
- Le Bossu de Notre-Dame 2 (2002)

Télévision
- Le Bossu de Notre-Dame (1982, téléfilm américain)

### L'Homme qui rit
Cinéma
- L'Homme qui rit (1928, américain)
- L'Homme qui rit (1966, italien)
- L'Homme qui rit (2012, français)

Télévision
- L'Homme qui rit (1971, téléfilm français)

### Les Travailleurs de la mer
Cinéma
- Les Travailleurs de la mer (1918, muet français)
- La Belle Espionne (1953, américano-britannique)

Télévision
- Les Travailleurs de la mer (1986, téléfilm franco-soviétique)

### Quatre-vingt-treize
Cinéma
- Quatre-vingt-treize (1920, muet français)

Télévision
- Quatrevingt-treize (1962, téléfilm français)

### Ruy Blas
- Ruy Blas (1948, français), film adapté de Ruy Blas.
- La Folie des grandeurs (1971, français), comédie très librement adaptée de Ruy Blas.

### Autres pièces de théâtre
- Marion de Lorme (1918, muet français), film adapté de Marion de Lorme.
- Rigoletto (1946, italien), film adapté de Le Roi s'amuse.

### Poèmes
- L'Année terrible (1985, téléfilm français inspiré du recueil de poèmes L'Année terrible)
- Les Neiges du Kilimandjaro (2011, film français inspiré du poème Les pauvres gens)[1]

## Opéras

### Notre-Dame de Paris
- La Esmeralda de Louise Bertin (1836), d'après le roman Notre-Dame de Paris, unique opéra dont Hugo ait été le librettiste.
- Esmeralda de Joseph Poniatowski (1847).
- Quasimodo de Felipe Pedrell (1875).
- Esmeralda de Arthur Goring Thomas (1883).
- Nuestra Señora de Paris de Manuel Giró i Ribé (1897).
- Notre-Dame de Franz Schmidt (1914).

### Marion de Lorme
- Marion Delorme de Giovanni Bottesini (1862), d'après la pièce Marion de Lorme.
- Marion Delorme de Carlo Pedrotti (1865).
- Marion Delorme d'Amilcare Ponchielli (1885).

### Marie Tudor
- Maria, regina d'Inghilterra de Giovanni Pacini (1843), d'après la pièce Marie Tudor.
- The Armourer of Nantes de Michael William Balfe (1863).
- Maria Tudor de Carlos Gomes (1879).

### Ruy Blas
- Ruy Blas de Max Zenger (1868), d'après la pièce Ruy Blas.
- Ruy Blas de Filippo Marchetti sur un livret de Carlo d'Ormeville (1869).

D'après la pièce de théâtre Don César de Bazan, adaptée de Ruy Blas :
- Maritana de William Vincent Wallace (1845).
- Don César de Bazan de Jules Massenet (1872).

### Angelo
- Il giuramento de Saverio Mercadante (1837), d'après la pièce Angelo, tyran de Padoue.
- Angelo de César Cui (1876).
- La Gioconda de Amilcare Ponchielli (1876).

### Autres pièces
- Elisabetta al castello di Kenilworth de Gaetano Donizetti (1829), d'après Amy Robsart.
- Lucrezia Borgia de Gaetano Donizetti (1833), d'après Lucrèce Borgia.
- Ernani de Giuseppe Verdi (1844), d'après la pièce Hernani.
- I Burgravi de Matteo Salvi (1845), d'après la pièce Les Burgraves.
- Rigoletto de Giuseppe Verdi (1851), d'après la pièce Le Roi s'amuse.
- Torquemada de Nino Rota (1943), d'après la pièce Torquemada.
- L'Homme qui rit, opéra (2023, québécois).

### Poèmes
- Gastibelza ou le Fou de Tolède de Louis-Aimé Maillart (1847), d'après un poème de Les Rayons et les Ombres.

## Comédies musicales
- Notre-Dame de Paris (1978) de Robert Hossein.
- Les Misérables (1980) d'Alain Boublil et Claude-Michel Schönberg pour Robert Hossein, adaptée au Royaume-Uni en 1985 et aux États-Unis en 1887, traduite en une vingtaine de langues[2].
- Notre-Dame de Paris (1998) de Luc Plamondon et Richard Cocciante, adaptée en huit langues.
- The Hunchback of Notre Dame (1999) de Stephen Schwartz et Alan Menken pour James Lapine, en allemand puis traduite en anglais et en suédois.
- Klokkeren fra Notre Dame (2002) de Knud Christensen.
- The Grinning Man (en) (2016) de Tim Phillips, Marc Teitler et Carl Grose.
- The Man Who Laughs (2018) de Frank Wildhorn et Jack Murphy, création sud-coréenne, adaptée au Japon.

## Théâtre
- Les Misérables, pièce de théâtre adaptée par Charles Hugo, fils de Victor Hugo, représentée en 1863 à Bruxelles[3].
- Don César de Bazan, drame de Dumanoir et Adolphe d'Ennery, écrit et représenté en 1844.

## Danse
- La Esmeralda, ballet en 5 tableaux de Jules Perrot, sur une musique de Cesare Pugni, créé au Her Majesty's Theatre de Londres en 1844.
- Notre-Dame de Paris, ballet de Roland Petit sur une musique de Maurice Jarre, créé en 1965 à l'Opéra de Paris.

## Musique et chanson

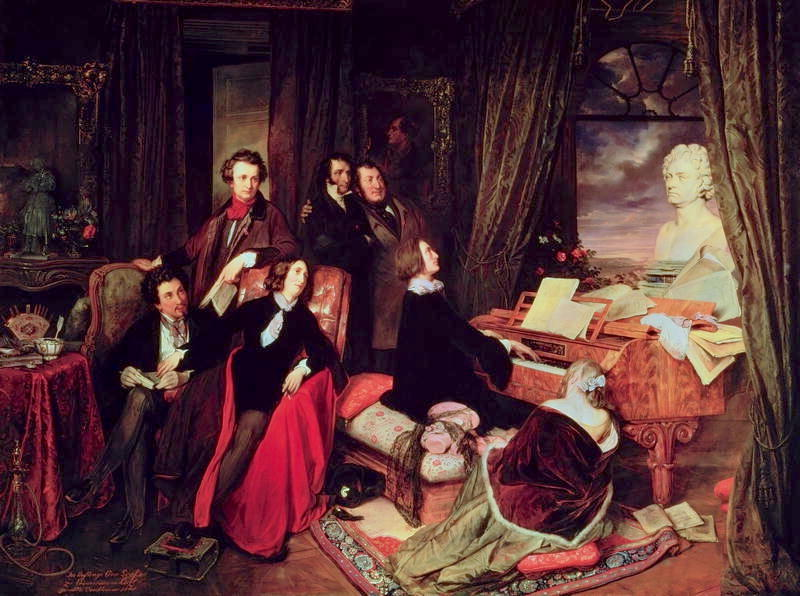
Une matinée chez Liszt, peinture de 1840. Victor Hugo, ami du compositeur, y est représenté.

Les œuvres musicales ci-dessous n'incluent pas les musiques d'accompagnement (musiques de films et assimilées, musiques de scène, musiques et chansons composées pour des spectacles musicaux, des comédies musicales, des ballets et des opéras).
- Hector Berlioz :
  - La Captive (1832)
  - Sara la baigneuse (1834)

- Franz Liszt :
  - Ce qu'on entend sur la montagne (1850)
  - Mazeppa (1851)
  - huit lieders : Ô quand je dors ; Comment, disaient-ils ; Enfant si j'étais roi ; S'il est un charmant gazon ; La Tombe et la Rose ; Gastibelza, boléro ; Quand tu chantes bercée.
  - Le Crucifix (1884)

- Jacques Offenbach : Espoir en Dieu (1851)

- Camille Saint-Saëns : L'attente (1855) ; Extase ; Le matin ; Viens! ; Nouvelle chanson sur un Vieil air, A quoi bon attendre les oiseaux des bois ; Soirée en mer ; L'Enlèvement ; Angélus ; Rêverie ; Le pas d'armes du Roi Jean (1852) ; La cloche ; Si vous n'avez rien à me dire ; S'il est un charmant gazon ; Le Chant de ceux qui s'en vont sur la mer ; Une flûte invisible ; Suzette et Suzon ; La fiancée du timbalier ; Guitare ; La coccinelle ; La Lyre et la Harpe (1879).

- Édouard Lalo : 
  - 6 mélodies Op.17 (1856) : Guitare (n°1), Puisqu'ici bas toute âme (n°2), L’Aube naît (n°3), Dieu qui sourit et qui donne (n°4), Oh! quand je dors (n°5), Souvenir (n°6)[4].
  - Amis, vive l'orgie (1855)

- Charles Gounod : 
  - Aubade (1855)
  - Sérénade (1855)
  - Le Crucifix (1866)

- Emmanuel Chabrier : Le pas d'arme du Roi Jean (1866).

- Georges Bizet :
  - Après l'hiver (1866)
  - Adieu de l'hôtesse arabe (1866)
  - La Coccinelle (1868)
  - La Chanson du fou (1868)
  - Oh! Quand je dors (1870)
  - Guitare

- Gabriel Fauré :
  - Le Papillon et la Fleur (1869)
  - L'Absent (1871)
  - Puisqu'ici bas (1874)
  - Les Djinns (1875).

- Jules Massenet : C'est l'amour ; Être aimé ; Guitare ; Nouvelle chanson sur un vieil air ; Soleil couchant.

- Léo Delibes : 
  - Églogue (1863)
  - Le Chant des lavandières (1879)

- César Franck : 
  - Les Djinns (1884)
  - S'il est un charmant gazon.
  - Ce qu'on entend sur la montagne (1887)

- Reynaldo Hahn : Si mes vers avaient des ailes (1887)[5],[6].

- Richard Wagner : 
  - Attente (1840)
  - Extase (1839)
  - La tombe dit à la rose (1839)

- Maude Valerie White : 
  - À une jeune fille
  - Chantez, chantez, jeune inspirée.

- André Caplet : Viens ; Une flûte invisible (1900).

- Georges Brassens : 
  - Gastibelza (1954).
  - La Légende de la nonne (1956).

- Serge Gainsbourg : La Chanson de Maglia (1961).

- Colette Magny : Les Tuileries, Chanson en canot, La Blanche aminte

- Julos Beaucarne : Je ne songeais pas à Rose.

- Malicorne : La fiancée du timbalier (1977).

- Gérard Berliner : 
  - Mon alter Hugo, spectacle théâtral et musical (2005)
  - album Gérard Berliner chante Victor Hugo d'après l'œuvre théâtrale Mon alter Hugo (2006)

- Thierry Escaich : 
  - Les Djinns, dans Les Nuits hallucinées (2008)
  - Guernesey (2010)
  - Claude (2013).
- Claude Nougaro : Chanson de pirates (1976).

## Bande dessinée

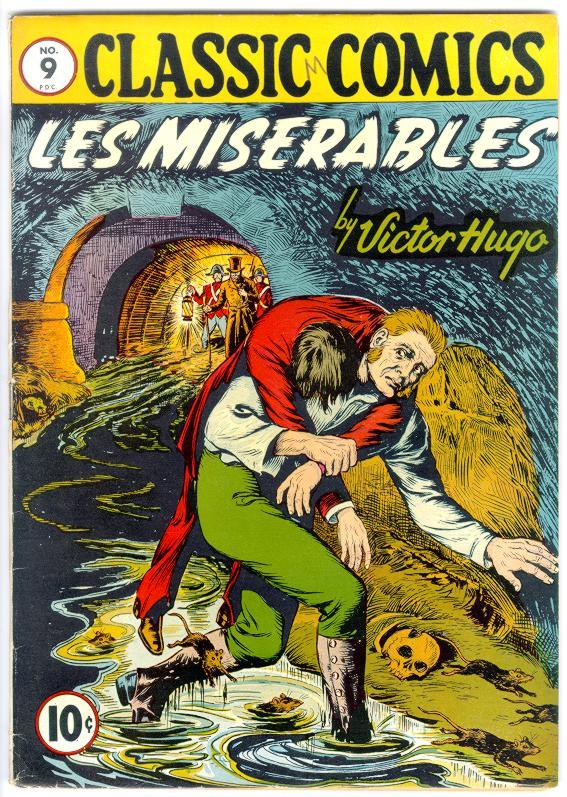
Couverture d'un comic américain paru en 1943.

- Collection Classics Illustrated : Les Misérables (1943), The Hunchback of Notre Dame (1944), The Toilers of the sea (1949), The Man who laughs (1950).
- Marvel Comics : The Hunchback of Notre Dame (1976)[7].
- Le Mystère des chandeliers (1991, adaptation libre des Misérables).
- Poèmes de Victor Hugo en bandes dessinées (2002)[8].
- Éditions Delcourt : Le Dernier Jour d'un condamné (2007), L'Homme qui rit (2007-2008).
- Collection Les Grands Classiques de la littérature en bande dessinée : Les Misérables (2017), Notre-Dame de Paris (2017).